# کاروی کارپاتی
کاروی کارپاتی (مجاری: Kárpáti Károly; ۲ ژوئیهٔ ۱۹۰۶ – ۲۳ سپتامبر ۱۹۹۶) کشتی‌گیر اهل مجارستان بود.